# Horst Adler
Horst Adler (Bécs, 1941. április 28. –) osztrák régész.

## Életpályája
A Bécsi Egyetemet Richard Pittioni tanítványaként végezte el, majd a bécsi műemlékvédelmi hivatalba került. 1966-2003 között szerkesztette a Fundberichte aus Österreich szakfolyóiratot. Ezen kívül leletmentő és szisztematikus ásatásokat vezetett. Neve mindenekelőtt a 70-es években vált ismertté a Bernhardsthali germán település kutatásával kapcsolatban.
Főleg Ausztria őskor és ókorával foglalkozik. 1977-ben jelentékeny részt vállalt az alsó-ausztriai Asparn an der Zaya-i múzeum germán, avar és szláv kiállítás (Germanen, Awaren, Slawen in Niederösterreich. Das erste Jahrtausend nach Christus) megszervezésében, melynek katalógusát is megírta.

## Művei
- 1965 Das urgeschichtliche Gräberfeld Linz-St. Peter. Teil 1: Materialvorlage. Linz
- 1967 Das urgeschichtliche Gräberfeld Linz-St. Peter. Teil 2: Die frühe Bronzezeit. Linz
- 1975 Eine germanische Siedlung der Römischen Kaiserzeit in Bernhardsthal, Fundberichte aus Österreich 14.
- 1975 Ein germanisches Körpergrab der Römischen Kaiserzeit in Neuruppersdorf, Fundberichte aus Österreich 14.
- 1976 Ein germanisches Wirtschaftsgebäude aus der Römischen Kaiserzeit, Fundberichte aus Österreich 15.
- 1976 Zur Datierung einiger Beinkämme aus der Römischen Kaiserzeit in Bernhardsthal, Fundberichte aus Österreich 15.
- 1976 Das "feld" bei Paulus Diaconus, Archaeologia Austriaca 14 (Festschrift für Richard Pittioni 2).
- 1979 Die Zeit der Völkerwanderung in Niederösterreich, Wissenschaftliche Schriftenreihe Niederösterreich 41/42 (Herwig Friesinger tsz.)
- 1981 Eine spätmittelalterliche Wassermühle an der Thaya bei Rabensburg, Fundberichte aus Österreich 19 (Helmut Hundsbichler tsz.)